# Hammerkast (atletik)
| Hammerkast                                      |                         |                         |         |
| Hammerkasteren John Flanagan under OL 1908      |                         |                         |         |
| Verdensrekorder                                 |                         |                         |         |
|                                                 | Jurij Sedykh (1987)     | Jurij Sedykh (1987)     | 86,74 m |
|                                                 | Anita Włodarczyk (2016) | Anita Włodarczyk (2016) | 82,98 m |
| Øvrige rekorder                                 |                         |                         |         |
|                                                 | Danmark                 | 77,02 m                 | 62,49 m |
|                                                 | Olympisk                | 84,80 m                 | 82,29 m |
|                                                 | Europa                  | 86,74 m                 | 82,98 m |
|                                                 | Afrika                  | 80,63 m                 | 68,48 m |
|                                                 | Asien                   | 84,86 m                 | 74,15 m |
|                                                 | Nordamerika             | 82,52 m                 | 75,18 m |
|                                                 | Sydamerika              | 76,42 m                 | 72,01 m |
|                                                 | Oceanien                | 79,29 m                 | 71,12 m |
| Rekorderne blev sidst opdateret 18. januar 2007 |                         |                         |         |

Hammerkast er en af de mange discipliner i atletik, der går ud på at kaste en kugle der er fastspændt på en wire, så langt som muligt.
Hammeren i hammerkast er en særpræget størrelse, men ikke desto mindre skal det forestille en hammer, som den kelterne brugte til deres første hammerkastkonkurrencer.
Hammerkast er ved første øjesyn en farlig disciplin, da kuglen som udøverne svinger rundt om sig selv vejer det samme som kuglen i kuglestød, men har meget mere fart på.
I kuglestød stødes kuglen ud på over 20 meter. En kugle med samme vægt kommer ud på over 80 meter i hammerkast.

## Teknik
Hammerkasteren starter med at svinge hammeren rundt om sig selv for at få kuglen ind i dens bane - derefter bliver der lavet 3-4 rotationer for at få fart på hammeren. Farten bliver gradvist øget for hver rotation. Længden af kastet kommer an på vinklen som hammeren bliver kastet med, og hammerens fart ved afleveringen.
| Sport | Spire Denne artikel om sport er en spire som bør udbygges. Du er velkommen til at hjælpe Wikipedia ved at udvide den. |